# Jelmer Pietersma
Jelmer Fokke Pietersma (Dwingeloo, 15 mei 1982) was een Nederlands professioneel mountainbiker van 2006-2011. Hij reed onder meer voor ploegen als Dolphin, Be One en Bart Brentjens mountainbike racing team. Hij mountainbiket sinds 1999 en is gestopt in 2011. In 2003 deed hij van zich spreken met een eerste plek in de eindklassering van de Europa Cup U23 en werd hij ook Nederlands kampioen in de U23 categorie. In 2004 herhaalde hij deze prestatie door opnieuw Nederlands kampioen te worden en de Europa cup te winnen bij de U23.Ook werd Pietersma 11e op het WK U23 in Les Gets Frankrijk. In 2005 won hij de Top Competitie België in Malmedy en reed hij als eerste jaars elite naar de 14e plaats op het Europees Kampioenschap in Kluisbergen. 
Tussen 2005-2010 haalt Pietersma verschillende overwinningen nationaal en internationaal. Zo wint Pietersma wedstrijden als Berlicum, Nieuwkuijk, Habay La Neuve, Oldenzaal, Gieten, de Tour de France voor mountainbikers en samen met ploeggenoot Bart Brentjens een etappe in de Cape Epic. In 2010 haalt Pietersma zijn laatste grote internationale succes door 11e te worden op de Europese kampioenschappen in Haifa Israël. Pietersma behoorde in zijn carrière tot een van de beste Nederlandse mountainbikers en volgens de UCI ranking tot de vijftig beste mountainbikers ter wereld.

## Erelijst
2003
- 1e nationale kampioenschappen onder 23

2004
- 1e nationale kampioenschappen onder 23
- 11e wereldkampioenschappen onder 23 in Les Gets (Frankrijk)

2005
- 1e Grand Prix d’Europe, Malmedy

2009
- 1e tour de france VTT general, 3 etappe overwinningen
- 3e nationale kampioenschappen elite
- 1e Benelux cup Habay la Neuve (België)
- 1e nationale race Berlicum (Nederland)
- 1e nationale race Nieuwkuijk (Nederland)
- 1e Hondsrug Classic Gieten (Nederland)

2010
- 8e Cape Epic general, winnaar 2e etappe met Bart Brentjens
- 12e Europese kampioenschappen elite Haifa (Israël)

2011
- 1e Sudety mtb challenge general, 3 etappe overwinningen (Poland)